# 万国著作権条約
万国著作権条約（ばんこくちょさくけんじょうやく、英: Universal Copyright Convention 、略称: UCC）は、著作権の保護に関する主要な多国間条約の一つであり、著作物の登録と著作権マーク © の表示を著作権保護の必要条件とする方式主義として知られている。

## 概要
国際連合教育科学文化機関（UNESCO）の支援の下で1952年にジュネーヴで署名され、1955年に発効した。その後1971年にパリで改正されて1974年に発効した内容が最新のものとなっている。
著作権保護の多国間条約は1887年発効のベルヌ条約が既に存在したが、登録や著作権マーク表示を不要とする無方式主義を採用していたことから、方式主義を国内で採用するアメリカ合衆国などはベルヌ条約を批准できなかった。
より保護範囲を狭めた方式主義によって、これら取り残された諸国を多国間条約に組み入れる役割を万国著作権条約は担っていた。その後、万国著作権条約のみに加盟していた諸国も国内法を整備してベルヌ条約を批准していったため、21世紀における万国著作権条約の法的意義は薄れている。

## 条約の特徴

### ジュネーブ原条約
1955年発効のジュネーブ原条約の特徴は以下の通りである。
- 条約締結国で最初に出版された著作物や条約締結国民による著作物に対しても、自国民の著作物と同様に保護する。
- 条約締結国の著作物が著作権マーク © と著作権者名が表示されていれば、著作物の登録を義務付ける方式主義国で流通する場合でも保護する。
- 著作権保護期間は最低でも発表から25年間とし、また著作者の没後25年未満であってはならない。ただし写真や応用美術作品は例外的に最低10年間とする。
- 著作者の財産権を認める。ここでの財産権とは、複製権や公表権、放送権などの支分権が挙げられる。
- 著作物の翻訳権を認める。

例えば、無方式主義の日本で出版された書籍であっても、方式主義のアメリカ合衆国で同書籍を販売する場合、アメリカ合衆国著作権局に登録する必要はなく、著作権マークと著作権者名の表示さえあれば、アメリカ合衆国の著作権法下で保護される。

### 発効時点でのベルヌ条約との比較
万国著作権条約が署名された1952年時点でベルヌ条約は複数回改正されており、ベルヌ条約の1948年ブリュッセル改正版が万国著作権条約のジュネーブ原条約版と比較対象となる。相違点は以下の通りである。
- 著作権保護の手続要件: ベルヌ条約は無方式主義、万国条約は方式主義を前提。
- 二次著作物の範囲: ベルヌ条約では翻訳、翻案、編曲その他を規定しているものの、万国著作権条約は翻訳に限定。
- 著作者人格権: ベルヌ条約では著作物の財産権だけでなく人格権も認めているが、万国著作権条約は財産権のみ。
- 保護期間: ベルヌ条約は著作者の没後50年間に対し、万国著作権条約は25年間。
- フェアユース: ベルヌ条約では著作物の引用・抜粋に関する規定があるが、万国著作権条約には無し。

既にベルヌ条約を締結していた国々も、自国民の著作物がベルヌ条約未締結国で流通すると著作権が保護されなかった。そこでベルヌ条約に加えて万国著作権条約も締結する必要があった。ただし、両条約を締結している場合はベルヌ条約が法的に優先する。さらに、ベルヌ条約締結国が離脱して、万国著作権条約のみ締結する際にはペナルティが課される規定となっている。

### パリ改正条約
開発途上国のために著作物の利用の簡易化を図るための特例措置として、万国著作権条約は改正された。

## 歴史と背景
国内法との関係等のためにベルヌ条約を締結することが困難であった諸国のために、1886年採択・1887年発効のベルヌ条約を補完するものとして、UNESCOの支援の下で万国著作権条約が起草され、1952年に採択された。
この条約提唱の発端には、次のような理由がある。まず開発途上国や、ソビエト連邦（当時）は、ベルヌ条約によって当時で言う西側先進国に与えられる著作権保護があまりにも強力であるとみた。
また、アメリカ合衆国およびラテンアメリカ諸国は、方式主義を採っており、©マーク等の必要事項を記載した上で、著作権は登録申請しなければ保護されなかった。これに対して、ベルヌ条約は、登録等を行わなくても公表した時点で著作権が効力を持つこととなる無方式主義を採用しており、方式主義国は自国の法制に整合しないため、ベルヌ条約を締結しなかった。これを補完する形で、1910年にアルゼンチンのブエノスアイレスで開催された第3回パン・アメリカン著作権会議 (Pan-American copyright convention) にて、後の万国著作権条約の下地となるブエノスアイレス条約をアメリカ合衆国およびラテンアメリカ19か国が採択した。また多国間のブエノスアイレス条約に加えて、主にアメリカ合衆国と各国間で個別に著作権保護協定を締結していたが、これらの条約で規定された著作権保護の内容はベルヌ条約よりも弱いものであった。
ベルヌ条約の締結国諸国はほとんど全て、万国著作権条約を締結した。このように両条約を締結した国の国民の著作物については、ベルヌ条約を締結せず万国著作権条約のみを締結する国においても、万国著作権条約による保護が与えられる。
1971年7月24日にパリで改正された。この改正は、ベルヌ条約の改正と同時に行われたもので、開発途上国に対する援助に関する規定を設けたものである。この改正条約は1974年7月10日に発効しており、これが最新のものとなっている。
1989年に米国がベルヌ条約を締結する等、万国著作権条約の締結国にもベルヌ条約締結の動きが広がった。さらに、1994年に作成されたWTO協定の附属書である知的所有権の貿易関連の側面に関する協定（TRIPs協定）ではベルヌ条約の遵守が規定されており、世界のほぼ全ての国が世界貿易機関（WTO）の加盟国であるか加盟申請中であるという状況の下で、万国著作権条約の重要性は低下している。

## 各国における対応

### アメリカ合衆国
無方式主義などの点で他国と異なる著作権制度を採っていたアメリカ合衆国がベルヌ条約を締結するためには、国内法および各国との二国間協定を大幅に変更しなければならず、合衆国連邦政府にとって締結は困難であった。方式主義などの著作権保護体系を採用する万国著作権条約は、このようなアメリカ合衆国などの国家とベルヌ条約加盟国との橋渡し的役割を果たすこととなった。
その後、アメリカ合衆国はベルヌ条約締結のための国内法の整備を行い、1988年にベルヌ条約に加入した。

### 日本
日本は1953年1月3日に本条約に署名。1956年1月28日に批准し、本条約は同年4月28日に日本について効力を発生した。日本における公布時の名称は「千九百五十二年九月六日にジュネーヴで署名された万国著作権条約」である。また本条約を国内で履行するにあたり、「万国著作権条約の実施に伴う著作権法の特例に関する法律」（昭和三十一年法律第八十六号）が制定され、条約の効力発生と同時に施行されている。
1971年のパリ改正条約については、日本は1977年7月21日に受諾し、本改正条約は同年10月21日に日本について効力を発生した。本改正条約の日本における公布時の名称は「千九百七十一年七月二十四日にパリで改正された万国著作権条約」である。

### ソヴィエト連邦
ソ連は、本条約加盟を1973年に決定、同年5月27日から発効した。また同年、ソ連国内法の改正により、死後の著作権保護期間が15年から25年に延長され、翻訳には「著者または権利継承者の承諾」が必要となり、印税支払い契約の義務も実質追加された。